# Portugal Masters 2010

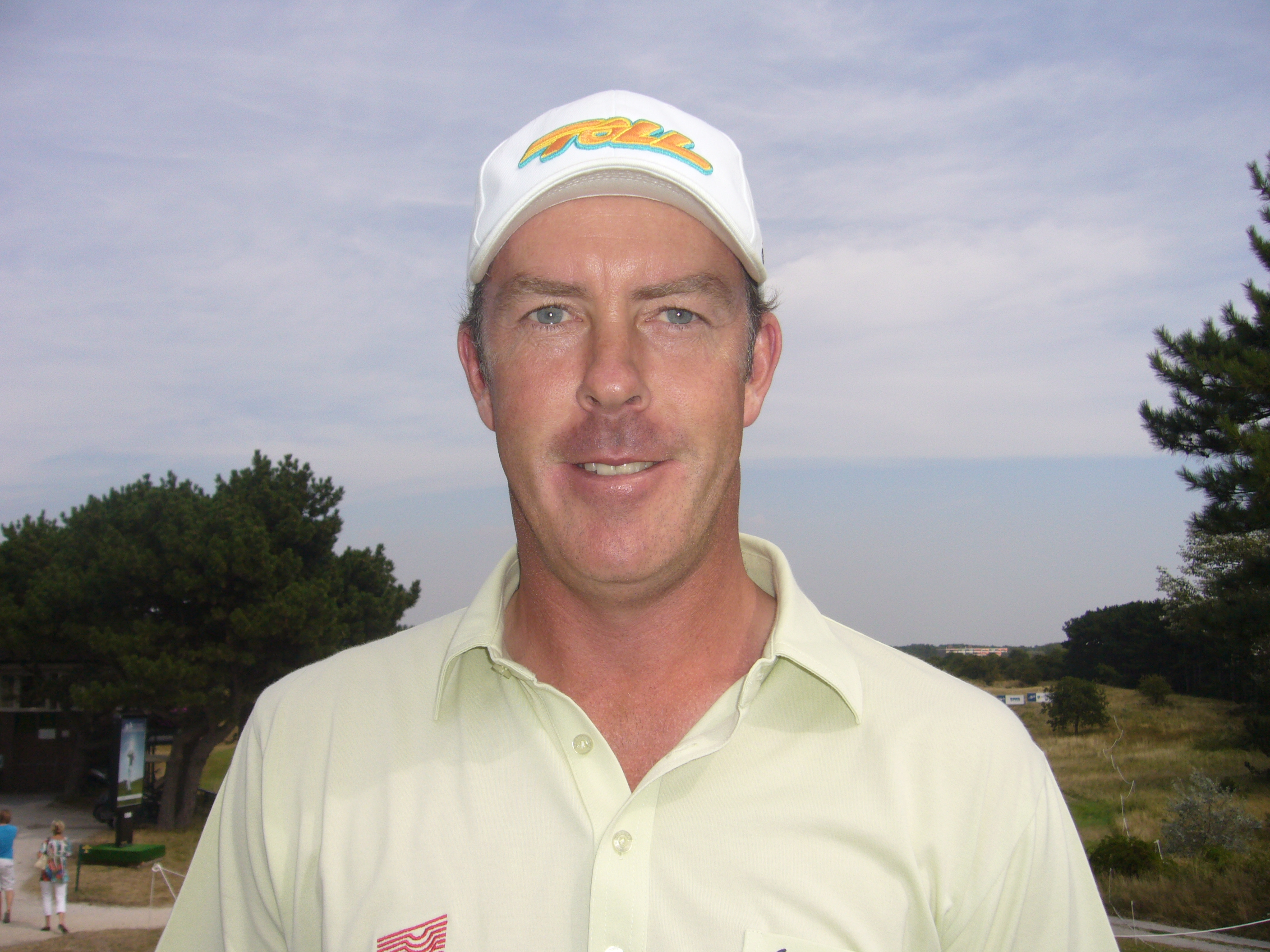
Richard Green, winnaar 2010

De Portugal Masters is een golftoernooi van de Europese PGA Tour. Het evenement vindt plaats van 14 tot en met 17 oktober 2010.
De vierde editie van de Portugal Masters wordt weer op de Oceânico Victoria baan van Oceânico Golf gespeeld. Het prijzengeld is € 3.000.000. De winnaar krijgt € 500.000.
Lee Westwood won het toernooi in 2009 met een score van -23. Francesco Molinari werd tweede met -21.

## De baan
De baan is vlak en heeft een par van 72. Er zijn kleine heuvels en meren aangelegd rondom de golf om het landschap te verfraaien. Het is de laatste baan die Arnold Palmer in Portugal heeft ontworpen en in 2010 is het de langste baan van Portugal.
| Hole   | 1   | 2   | 3   | 4   | 5   | 6   | 7   | 8   | 9   | Out  | 10  | 11  | 12  | 13  | 14  | 15  | 16  | 17  | 18  | In   | Totaal |
| ------ | --- | --- | --- | --- | --- | --- | --- | --- | --- | ---- | --- | --- | --- | --- | --- | --- | --- | --- | --- | ---- | ------ |
| Meters | 408 | 327 | 518 | 372 | 529 | 199 | 466 | 154 | 404 | 3377 | 371 | 352 | 500 | 183 | 388 | 288 | 190 | 539 | 423 | 3234 | 6611   |
| Yards  | 446 | 358 | 566 | 407 | 579 | 218 | 510 | 168 | 442 | 3694 | 406 | 385 | 547 | 200 | 424 | 315 | 208 | 589 | 463 | 3537 | 7231   |
| Par    | 4   | 4   | 5   | 4   | 5   | 3   | 4   | 3   | 4   | 36   | 4   | 4   | 5   | 3   | 4   | 4   | 3   | 5   | 4   | 36   | 71     |

## Verslag

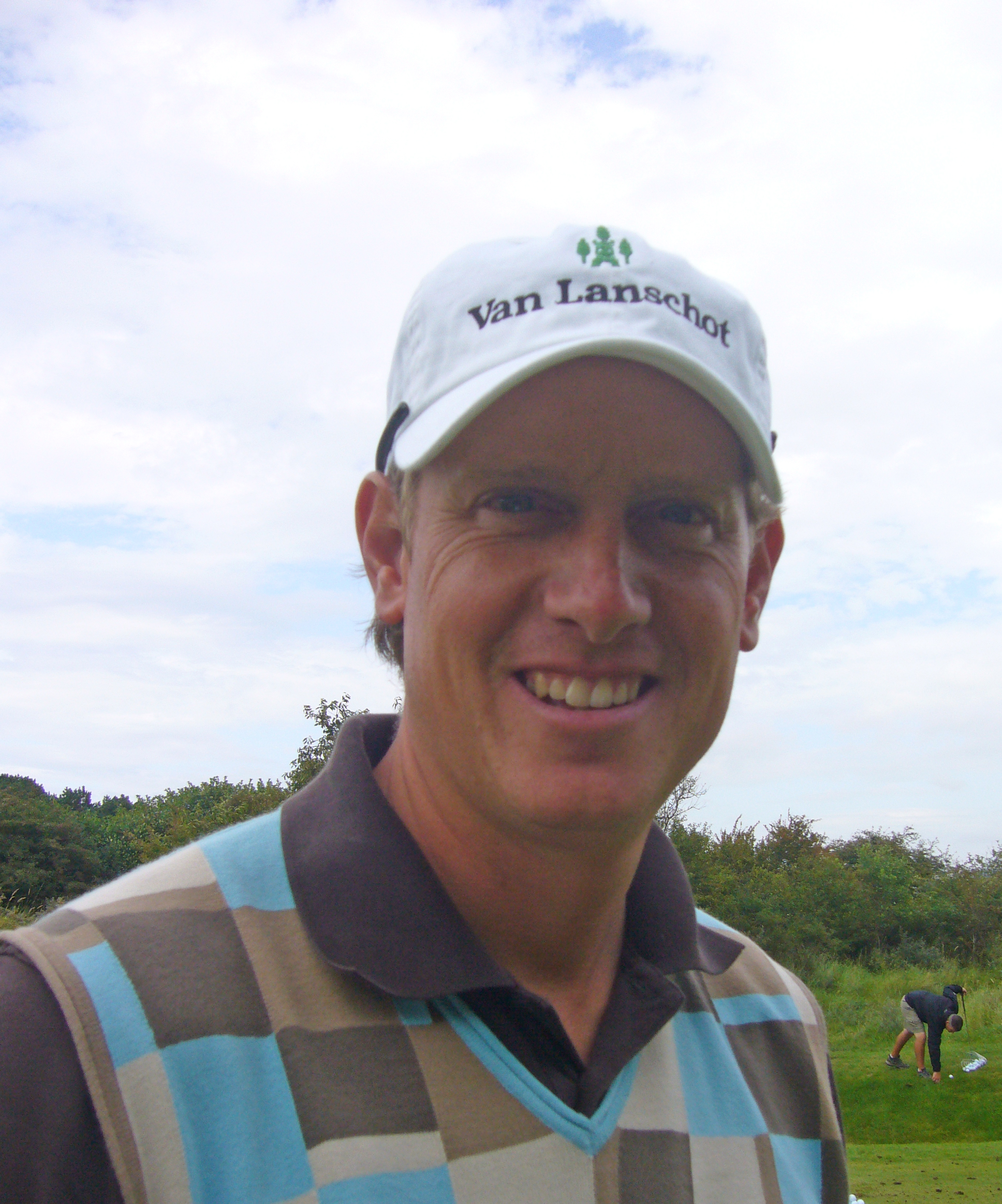
Lafeber leider ronde 1&2

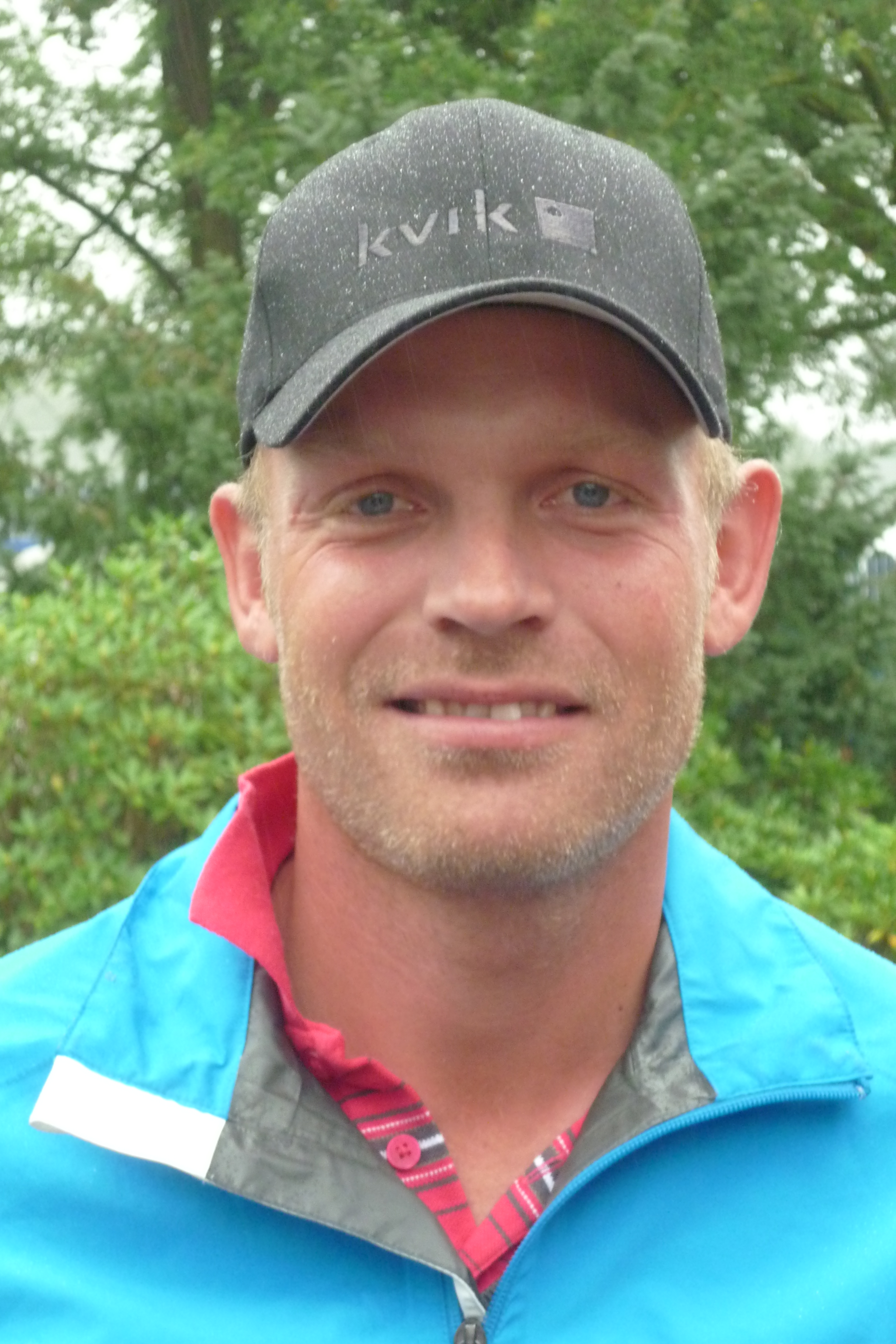
Huldahl scoort 61

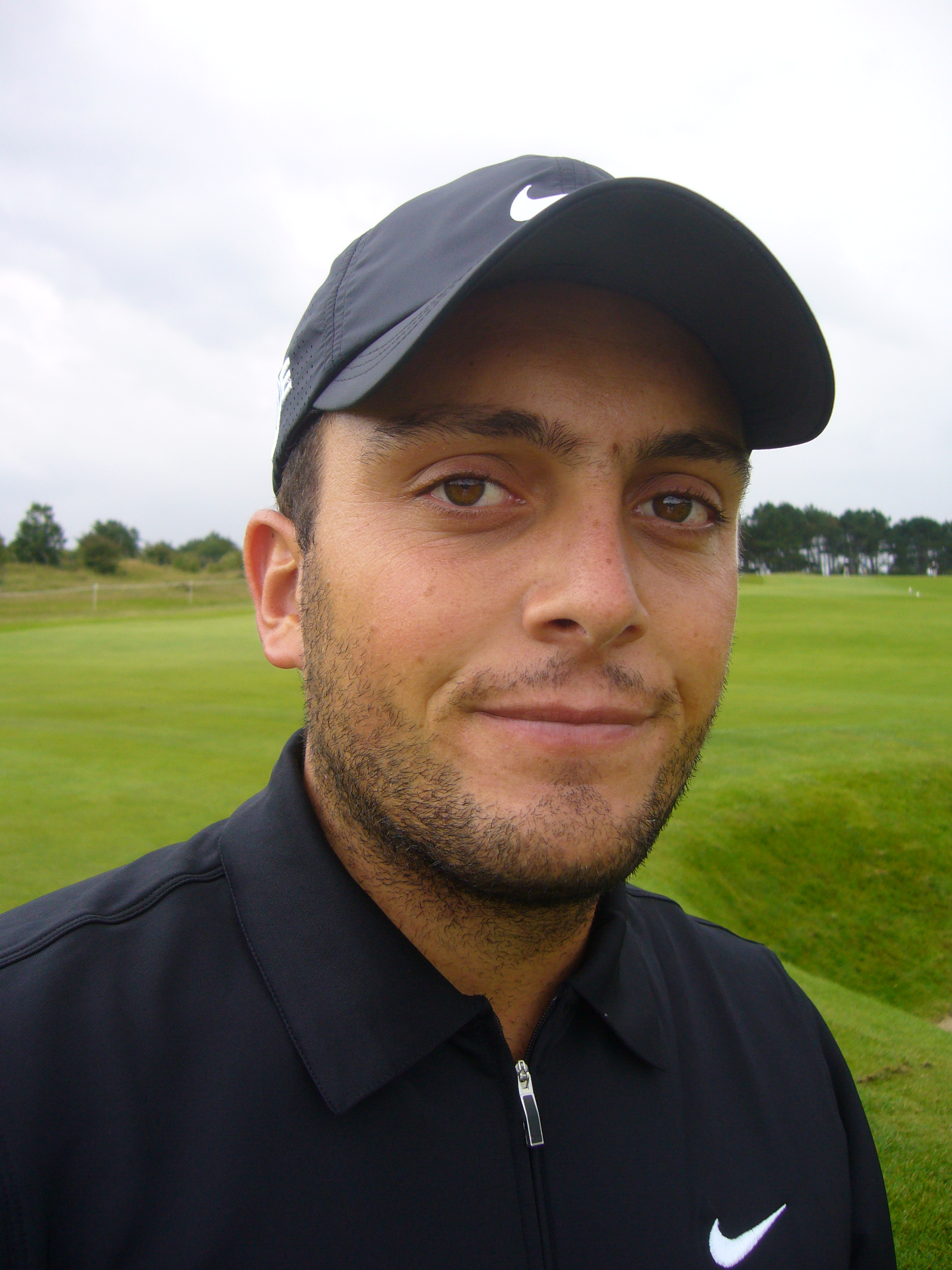
Molinari scoort 2x 62

De Pro-Am werd door 33 teams gespeeld; winnaar was het team van José-Filipe Lima met een score van -21.
- Ronde 1: Tijdens de ochtendronde stond Joost Luiten met -4 op een gedeeld 6de plaats totdat een dubbelbogey hem terugbracht naar -2. Maarten Lafeber ging naar -8 en eindigde op een gedeelde eerste plaats samen met Robert Karlsson en Johan Edfors. Robert-Jan Derksen en Nicolas Colsaerts speelden in de middagronde. Derksen kwam met -4 op een gedeeld 23ste plaats, Colsaerts speelde in de laatste groep. Hij speelde de laatste hole in het donker en maakte een bogey; hij deelt nu met -2 de 49ste plaats.
- Ronde 2: Derksen startte al voor 8 uur en maakte 69. Francesco Molinari maakte een ronde van -10 en steeg bijna honderd plaatsen. Lafeber maakte in de eerste zes holes drie birdies en een eagle. Hij bleef aan de leiding ondanks dat zijn bal op hole 17 in het water kwam.
- Ronde 3: Jeppe Huldahl, die vorig jaar het Wales Open won, eindigde ronde 2 met twee birdies om de cut te halen. Vanochtend kwam hij met een score van 61 binnen en kwam aan de leiding voordat Lafeber vanmiddag van start ging. Huldahl maakte twaalf birdies, hetgeen gelijk staat aan het record op de Europese Tour. Pablo Martín nam de leiding over en kwam drie slagen voor te staan op Huldahl en Oliver Wilson. Joost Luiten maakte een mooie ronde van -7, Lafeber maakte een onrustige ronde van 72 met vijf birdies en vijf bogeys. Luiten en Lafeber staan beiden met -13 op de zesde plaats.
- Ronde 4: Francesco Molinari startte om 9:25 uur en kwam dus binnen voordat de leiders de baan ingingen. Hij maakte net als in zijn tweede ronde een score van -10 en kwam tijdelijk op de 2de plaats. Nadat Derksen op hole 14 zijn laatste birdie maakte stonden de drie Nederlandse spelers allen op -13, maar Lafeber en Luiten moesten nog 14 holes spelen. Luiten maakte nog vier birdies en een bogey, haalde hem in en eindigde met -16 op de gedeeld 2de plaats, Lafeber maakte twee bogeys en eindigde met -11 op de 27ste plaats.
- Live leaderboard

| Eindstand | Naam               | R1 | Score | Nr   | R2 | Score | Totaal | Nr  | R3 | Score | Totaal | Nr  | R4 | Score | Totaal |
| --------- | ------------------ | -- | ----- | ---- | -- | ----- | ------ | --- | -- | ----- | ------ | --- | -- | ----- | ------ |
| 1         | Richard Green      | 70 | -2    | T49  | 66 | -6    | -8     | T   | 69 | -3    | -11    | T   | 65 | -7    | -18    |
| T2        | Joost Luiten       | 70 | -2    | T49  | 68 | -4    | -6     | T30 | 65 | -7    | -13    | T6  | 69 | -3    | -16    |
| T2        | Robert Karlsson    | 64 | -8    | T1   | 71 | -1    | -9     | T5  | 70 | -2    | -11    | T15 | 67 | -5    | -16    |
| T2        | Francesco Molinari | 74 | +2    | T107 | 62 | -10   | -8     | T11 | 74 | +2    | -6     | T54 | 62 | -10   | -16    |
| T6        | Pablo Martín       | 67 | -5    | T8   | 68 | -4    | -9     | T5  | 63 | -9    | -18    | 1   | 75 | +3    | -15    |
| T9        | Oliver Wilson      | 7  | -2    | T49  | 66 | -6    | -8     | T11 | 65 | -7    | -15    | T2  | 73 | +1    | -14    |
| T9        | Mikko Ilonen       | 65 | -7    | T4   | 68 | -4    | -11    | 2   | 69 | -3    | -14    | T4  | 72 | par   | -14    |
| T15       | Robert-Jan Derksen | 68 | -4    | T23  | 69 | -3    | -7     | T25 | 70 | -2    | -9     | T30 | 68 | -4    | -13    |
| T22       | Jeppe Huldahl      | 72 | par   | T79  | 68 | -4    | -4     | T56 | 61 | -11   | -15    | T2  | 75 | +3    | -12    |
| T27       | Maarten Lafeber    | 64 | -8    | T1   | 67 | -5    | -13    | 1   | 72 | par   | -13    | T6  | 74 | +2    | -11    |
| T36       | José-Filipe Lima   | 70 | -2    | T49  | 64 | -8    | -10    | T3  | 72 | par   | -10    | T24 | 72 | par   | -10    |
| T36       | Alexander Norén    | 65 | -7    | T4   | 73 | +1    | -6     | T30 | 68 | -4    | -10    | T24 | 72 | par   | -10    |
| T42       | Johan Edfors       | 64 | -8    | T1   | 72 | par   | -8     | T11 | 73 | +1    | -7     | T49 | 70 | -2    | -9     |
| T49       | Raphaël Jacquelin  | 67 | -5    | T8   | 67 | -5    | -10    | T3  | 73 | +1    | -9     | T30 | 73 | +1    | -8     |
|           | Nicolas Colsaerts  | 69 | -2    | T49  | 71 | -1    | -3     | MC  |    |       |        |     |    |       |        |

## Spelers
| - Felipe Aguilar - Thomas Aiken - Fredrik Andersson Hed - Thomas Bjørn - Richard Bland - Grégory Bourdy - Gary Boyd - Markus Brier - Mark Brown - Andrew Butterfield - Rafael Cabrera Bello - Michael Campbell - Ariel Cañete - Alejandro Cañizares - Christian Cévaër - Shiv Chowrasia - Darren Clarke - Robert Coles - Nicolas Colsaerts - Rhys Davies - François Delamontagne - Robert-Jan Derksen - David Dixon - Stephen Dodd - Andrew Dodt - Jamie Donaldson - Nick Dougherty - Bradley Dredge - David Drysdale - Simon Dyson - Rafa Echenique - Johan Edfors - Jamie Elson | - Martin Erlandsson - Niclas Fasth - Gonzalo Fernández-Castaño - Kenneth Ferrie - Richard Finch - Ross Fisher - Alastair Forsyth - Mark Foster - Stephen Gallacher - Ignacio Garrido - Ricardo González - Tano Goya - Richard Green - Anders Hansen - Søren Hansen - Grégory Havret - Peter Hedblom - Oskar Henningsson - Michael Hoey - David Horsey - David Howell - Jeppe Huldahl - Mikko Ilonen - Raphaël Jacquelin - Thongchai Jaidee - Miguel Ángel Jiménez - Michael Jonzon - Anthony Kang - Shiv Kapur - Robert Karlsson - Simon Khan - James Kingston - Søren Kjeldsen | - Maarten Lafeber - Barry Lane - José Manuel Lara - Pablo Larrazábal - Paul Lawrie - Peter Lawrie - Thomas Levet - José-Filipe Lima - Sam Little - Gary Lockerbie - Shane Lowry - Jean-François Lucquin - Joost Luiten - Mikael Lundberg - David Lynn - Pablo Martín - Gareth Maybin - Richard McEvoy - Paul McGinley - Ross McGowan - Damien McGrane - Edoardo Molinari - Francesco Molinari - James Morrison - Christian Nilsson - Alexander Norén - Steven O'Hara - Peter O'Malley - Hennie Otto - John Parry - Phillip Price - Julien Quesne - Alvaro Quiros (2008) | - Richie Ramsay - Jyoti Randhawa - Robert Rock - Brett Rumford - Jarmo Sandelin - Charl Schwartzel - Marcel Siem - Graeme Storm - Scott Strange - Daniel Vancsik - Anthony Wall - Paul Waring - Marc Warren - Steve Webster (2007) - Lee Westwood (2009) - Peter Whiteford - Martin Wiegele - Danny Willett - Oliver Wilson - Chris Wood - Fabrizio Zanotti Sponsoruitnodiging - Matteo Manassero Nationale Order of Merit - Antonio Rosado - Ricardo Santos - Tiago Cruz - António Sobrinho Amateurs - Tiago Rodrigues - Manuel Violas |

## Nabeschouwing
Hole 7 en 18 bleken het moeilijkst te zijn, beide holes zijn een par-4 en op beide werd 38 keer een dubbelbogey gemaakt. De gemakkelijkste holes waren 5 en 12, beide een par-5, er werden resp. 14 en 15 eagles gemaakt en samen waren ze goed voor 321 birdies. Dit is het eerste toernooi van het jaar waar maar één speler niet onder par is geëindigd.